# Knut Ljungberg
Knut Axel Ljungberg, född  29 december 1878 i Stockholm, död där 10 oktober 1942, var en svensk båtkonstruktör.
Knut Ljungberg var son till möbelhandlaren Carl Johansson Ljungberg och bror till Karl Ljungberg. Han genomgick byggnadsyrkesskolan 1901–1904 och anställdes därefter vid pråmvarvet Hästholmsvarvet på Kvarnholmen i Nacka kommun. Han anställdes 1906 som nyexaminerad ingenjör från Kungliga Tekniska högskolan i Stockholm som chefskonstruktör och första konstruktör på pråmvarvet Hästholmsvarvet på Kvarnholmen i Nacka kommun, som efter kort tid utvecklades till ett fritidsbåtsvarv. Hans första konstruktion var den 13 meter långa salongsbåten Elsa. Genombrottet kom 1910 vid den första stora svenska internationella långdistanstävlingen för motorbåtar mellan Nynäshamn och Göteborg, där den av Ljungberg konstruerade Standard vann. 
Knut Ljungberg blev 1917 VD för Hästholmsvarvet men lämnade varvet 1923 och startade Nya Yachtvarvet  i Hästholmsvarvets då övergivna lokaler, där bland andra jakterna Måsen och Tärnan ritades och byggdes.
Från 1925 arbetade han som konsulterande ingenjör inom båtbyggnadsfacket.
År 1935 fick Ljungberg beställning av Nordiska Kompaniets sportavdelning på fyra mindre passbåtar som skulle säljas av varuhuset under namnet Greyhound.
Knut Ljungberg är begravd på Sandsborgskyrkogården i Stockholm.

## Konstruerade båtar i urval
- 1913 M/Y Loris på Hästholmsvarvet på Kvarnholmen för Ivar Kreuger
- 1918 M/Y Match II på Gustafsson & Anderssons varv i Lidingö för Krister Littorin
- 1918 M/Y Ingrid på Hästholmsvarvet för grosshandlare Axel Nordström.
- 1919 M/Y Margana (ursprungligen Independance II) på Hästholmsvarvet för varvets ägare Kurt Heinecke
- 1925 Tärnan på Hästholmsvarvet för Ivar Kreuger
- 1937 Pandion på Norrvikens båtvarv på Vätö för bröderna Sjöberg
- M/Y Edi I på Phillip & Son’s båtvarv i Dartmouth i Storbritannien för Torsten Kreuger
- M/Y Edi II på Götaverken i Göteborg för Torsten Kreuger
- 1942 Ettan, 5 meter lång segelbåt, byggd på Nya Bolaget Sjöexpress i Lidingö [4]
- 1947 Motorbåten Pepita på Arvidsson & söner, Färjenäs i Göteborg

## Galleri

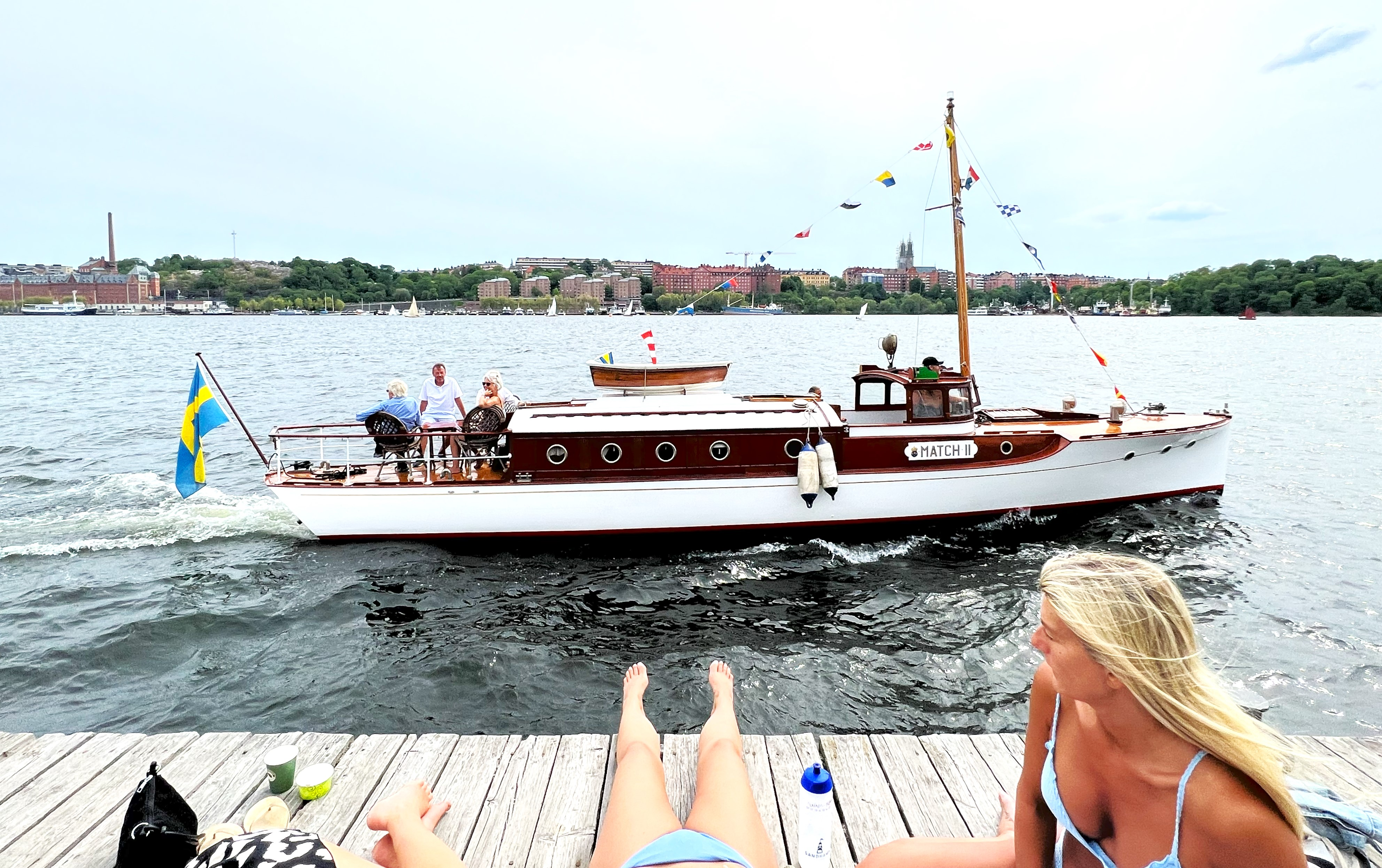
M/Y Match II (1918) i Riddarfjärden i anslutning till Stockholms stadshus 100-årsjubileum, 2023
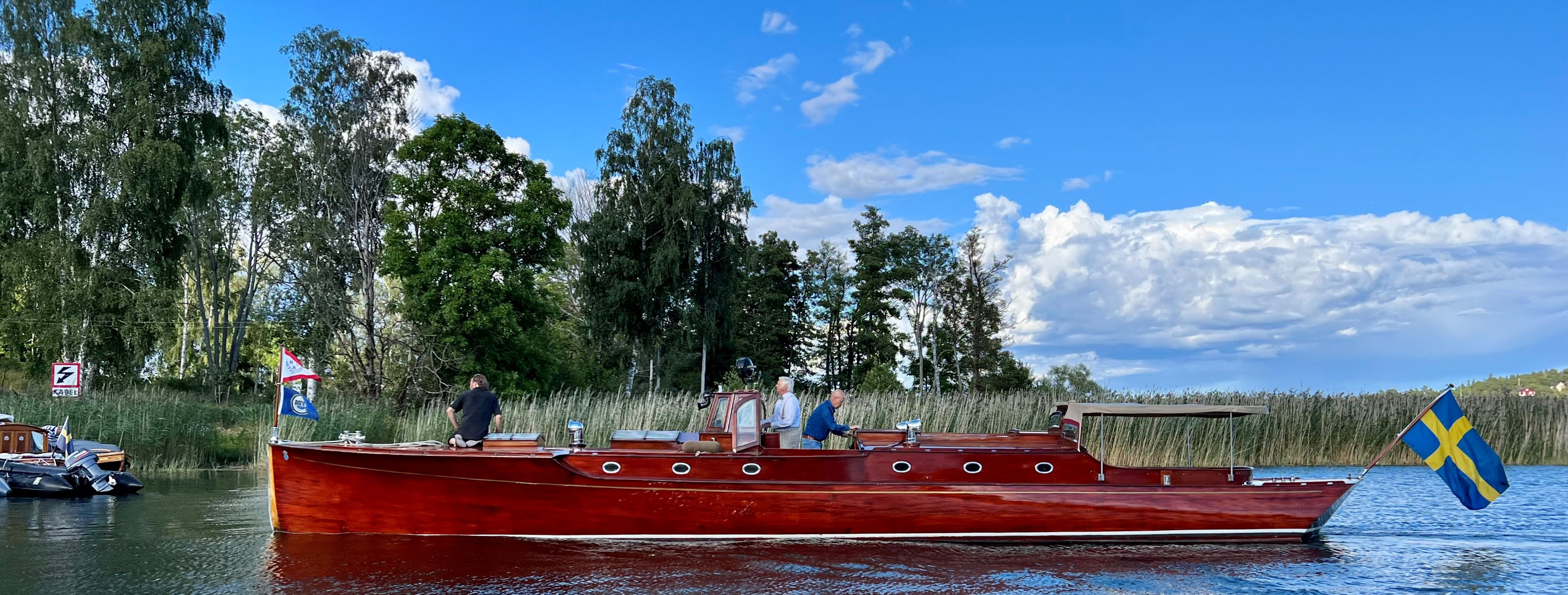
M/Y Loris (1913) anlöper Stora Ekholmen utanför Vaxholm, 2022
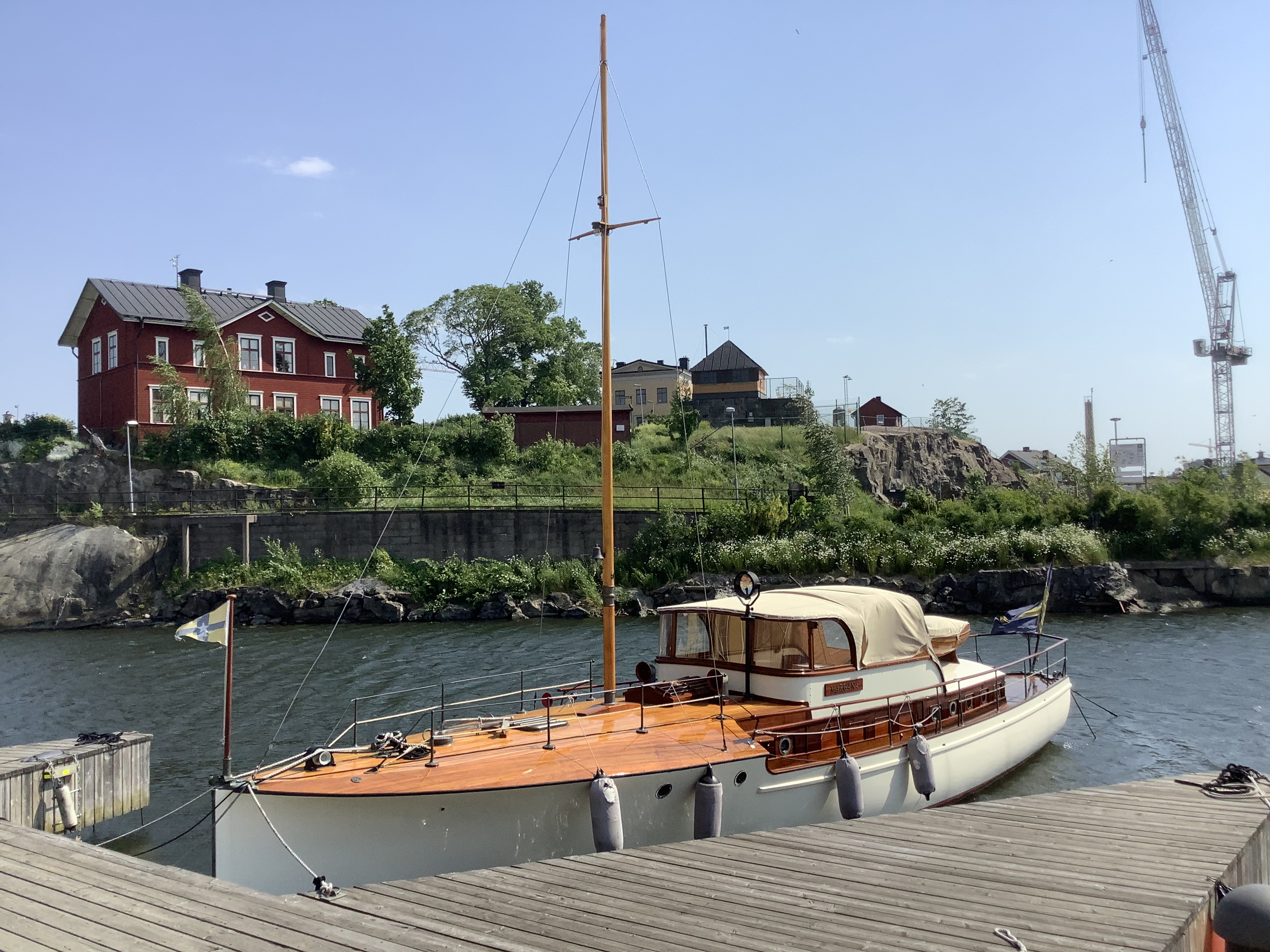
M/Y Margana (1919) i Beckholmssundet i Stockholm, 2021
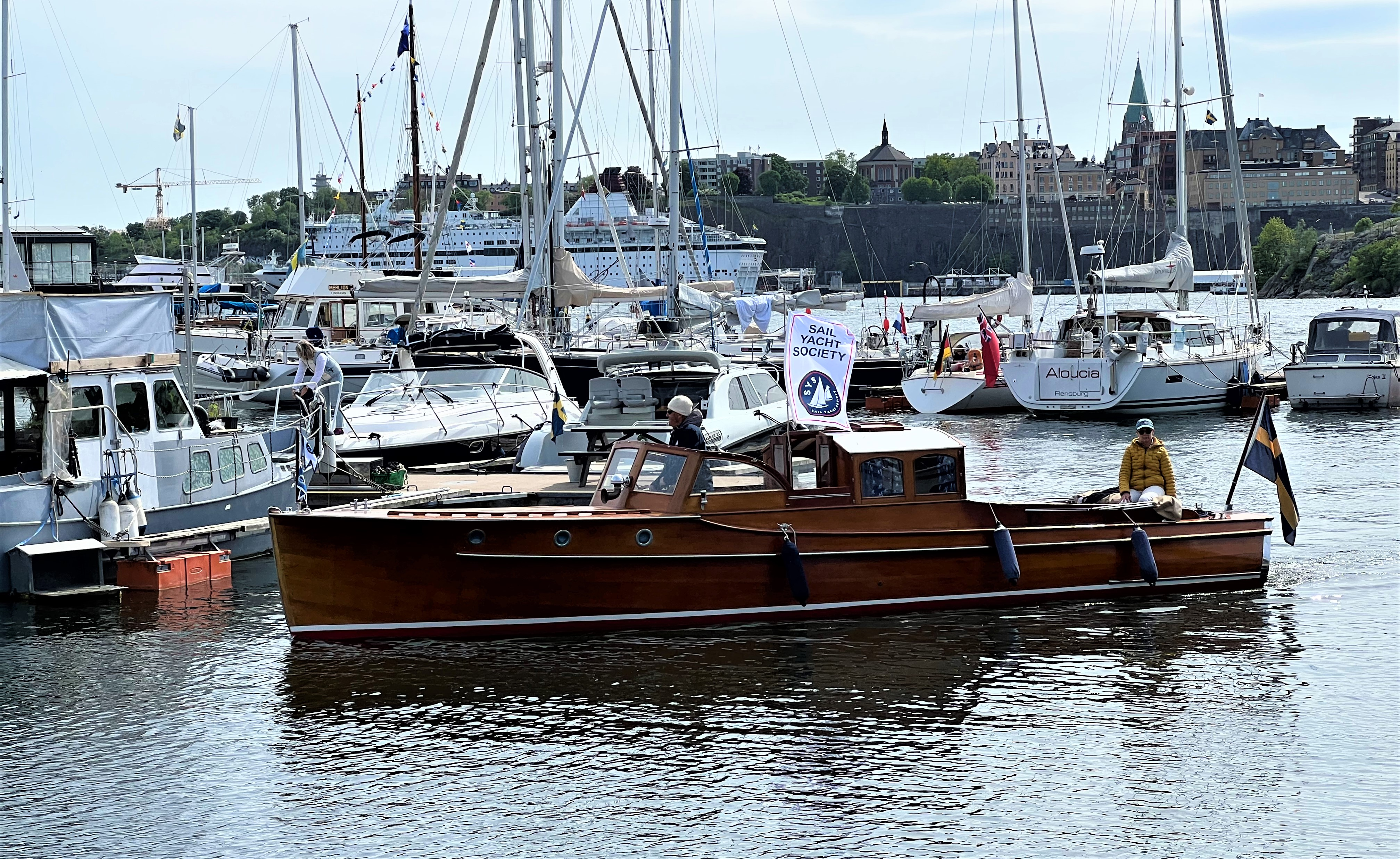
M/Y Pandion (1937) i Wasahamnen i Stockholm, 2023